# 後彎勞動供給曲線
後彎勞動供給曲線在經濟學中是以圖形表示，實際或通貨膨脹調整後的工資，若增加超過一定程度，人們會以休閒（無支薪時間）來替代有支薪的工作時間，因此較高工資反而導致勞動市場上，勞動力供給減少的情況。
“工作-休閒”之間的抉擇，是勞工在從事有薪工作（假設所從事的工作對他來說並不是愉快的）的時間，和能使他滿意但沒有薪酬的休閒時間，面對這兩個選項之間的取捨；所謂的休閒時間包括了他的“休閒”活動，以及正常健康生活中必要的生理機能休養，如睡眠。取捨關鍵在於他工作所能獲得的時薪，與利用無支薪時間從事休閒活動的效用來作比較。
這樣的比較一般意味著需支付更高工資，才能誘使勞工花更多時間在工作之上；兩者間的替代效果形成經濟學上普遍地隨價格增加而供給增加，斜率為正的勞動力供給曲線。然而當工資增加到某一程度時，人們實際上反而寧願減少有薪工作的時間，轉而將更多的無支薪時間投入休閒活動或休養生息上，就會發生工資價格增加但勞動力供給減少，而造成斜率為負向後彎曲的勞動供給曲線。

## 概觀

勞動供給曲線顯示實際工資如何影響勞動力工作時數的斜率變化。

當工資增加高於維持生存水準之上時，會有兩個因素影響人們對於工作時間（單位通常是日，週或月）的考量。第一個是替代效果或激勵效果。隨著工資增加，再多工作一小時以獲得更多工資，或是在工作之外花費多一小時的無薪時間，兩個選項之間的抉擇。因此較高的工資價格（一般稱為時薪）與低價格相比，勞動市場上用於工作的時間會有更多的供給。
第二個相反效果則是相同數量的工作時間，在工資價格增加之後，會比之前的舊時薪獲得更多的工資收入，因而產生了所得效果，相對地使勞工增加可負擔起的休閒時間。大多數經濟學家認同“休閒”（即無支薪時間）是一種正常物品，所以人們會期望有更多的休閒時間。
當其它條件不變之下，由於工資上漲提高了收入，相對地休閒效用的吸引力也會上升，則工資率增加到某一程度時，前述第一點正向供給的替代效果，就被第二點的所得效果中和，而使得勞動供給減少了。
如右圖顯示，如果實際工資價格從W1增加到W2，勞工的替代效果超過所得效果；因此勞工願意增加從L1到L2的勞動時間。但若實際工資從W2上升到W3，由於該區間的所得效果超過替代效果，勞動供給的時數將從L2下降到L3；
表示勞工從休閒中獲得的效用，大於額外增加收入所獲得的效用。
以上僅僅考察了已經處於勞動市場中，受制於該勞動需求曲線的勞工，工資率變動的效果；只考慮了這些勞工的勞動力供給反應。並沒有考慮其它（或失業者）的勞工，或因為工資價格較高而被吸引，能額外提供的勞動力供給。所以對於給定的勞動市場，在勞動供給曲線向後彎曲段的工資，可能高於某一勞工其個人勞動力供給曲線向後彎曲段的工資。
另一方面，在勞動力的總體市場上，並無“其它行業”的個別勞動力市場，那麼除了一些勞工遭受非自願失業之外，勞動供給曲線向後彎曲的原始形式仍然適用。

## 假設
- 人們能抉擇其勞動力供給的工作時間量。
- 勞動契約中沒有訂立義務地無酬工作固定數小時。
- 人們理性地追求本身的效用最大化。
- 工作提供了不利因素，必須以支付工資來補償。
- 無薪酬的休閒時間具備“正常物品”的效用。
- 勞動力市場具有競爭力，企業和勞工都是價格接受者。

## 勞動市場需求方
對於期望以加班方式增加生產時間的勞動需求方，更高的工資率能減少或反轉勞動供給曲線的後彎現象，在超過原來勞動契約中約定數量的工時之後，對延長的工作小時提高工資價格，使勞工有意願加班而保持勞動供給曲線正向的替代效果。對因此而願意加班的勞工來說，這相當於把約定工作時段中，工資增加的所得效果被勞動需求方削減了。因此以更高的工資率計算加班，可以使勞工提供更多的工作時間，而不會有提高工資，勞動供給後彎的影響。

## 反向S形供給曲線
在接近維持生存水準，非常低的工資水準下，勞動供給曲線也可能由完全不同的原因，而造成向後彎曲的圖形。
這種效果產生了“反向S”，如Ƨ的形狀：在上圖中勞動供給曲線的底部添加一個尾部，隨著工資上升，而勞動力供給量下降。工資價格降低卻反而增加勞動市場上的勞動力供給，這是因為家庭面臨其生活需求所必需的最低收入水準，不得不工作更久時間以獲得足夠的收入。另外地如前面小節所述，在圖中勞動供給曲線的上方，因工資上漲而勞動供給減少而有向後彎曲的情形。